# Pilumnus koepckei
Pilumnus koepckei is een krabbensoort uit de familie van de Pilumnidae. De wetenschappelijke naam van de soort is voor het eerst geldig gepubliceerd in 1967 door Türkay.